# Spilosoma minschanica
Spilosoma minschanica là một loài bướm đêm thuộc phân họ Arctiinae, họ Erebidae.